# バートラム・ラムゼー
バートラム・ヒューム・ラムゼー （英語: Admiral Sir Bertram Home Ramsay、KCB、KBE,、MVO、1883年1月20日 - 1945年1月2日） は、イギリスの海軍軍人。海軍大将。第二次世界大戦において、1940年のダイナモ作戦（ダンケルクからの撤退戦）を計画し、1944年のノルマンディー上陸作戦では海軍の作戦計画と指揮を行った。

## 生涯

### 前半生
ロンドンの古い家系（ラムゼー准男爵家）に生まれた。ラムゼーの両親は、ウィリアム・アレキサンダー・ラムゼー准将とスーザン・ニューカム・ミッチェナーであった。ラムゼイはコルチェスター・ロイヤル・グラマー・スクールに通った。そして、1898年に、ラムゼーは王立海軍に入隊し、軍艦ブリタニアの乗組員となり、年内には海軍士官候補生となった。昇任にともない別の艦クレセントに移った。そして、1902年9月15日には中尉の階級となっていた.。1904年12月15日には、大尉となった。

### 第一次世界大戦と戦間期
第一次世界大戦において、ラムゼーは初めて艦長となり、小規模なモニター艦M25を与えられた。1915年8月から、2年間にわたって、彼の艦はベルギー海岸沖のドーバー海峡防備部隊に属することとなった。1916年6月30日に中佐に昇任したあと、翌年の1917年10月にドーバー海峡防備部隊の別の艦・駆逐艦ブロークの艦長となった。1918年5月9日、ラムゼーの艦はゼーブルッヘ襲撃に参戦し、続いて第2次オーステンデ襲撃に参加した。その結果、ラムゼーは軍公報において特別勲功者として表彰された。
1929年2月26日、チャールズ・トムソン・メンジーズ大佐の娘ヘレン・マーガレット・メンジースと結婚した。ラムゼー夫妻のあいだにはデイヴィッド・フランシス・ラムゼー（1933年10月1日生）とチャールズ・アレキサンダー・ラムゼー（1936年10月12日生）の二人の息子が生まれた。後に、チャールズはサンドハースト王立陸軍士官学校で教育を受け、国防義勇軍の総司令官となった。

### ダンケルク撤退
ラムゼーは1938年には海軍を退役した。しかし、1年後に、枢軸国の脅威に対応するためにウィンストン・チャーチルによって軍に呼び戻された。ラムゼーは中将に昇任し、1939年8月24日、ドーバー司令官に任命された。彼の任務には、予想される駆逐艦の襲撃に対する防衛、イギリス海峡間の軍事交通の保護、潜水艦のドーバー海峡の通過の遮断を監督することが含まれていた
ドーバー司令官である中将としてラムゼーは、フランスにおいてナチス・ドイツ軍に追い詰められた連合国軍を海峡を隔てたイギリス本土へ脱出させるダイナモ作戦の責任者となった。ドーバー城の地下のトンネルでラムゼーとその部下は9日間働き通しで作戦計画を練った。ダンケルクの海岸から338,226人のイギリスおよび連合国の兵士の救出に成功したことにより、ラムゼーは作戦について個人的に報告するようにジョージ6世に求められ、そしてバス勲章を授与された。
ダイナモ作戦が完了した後、ラムゼーは予想されるドイツ軍の侵攻からドーバー海峡を守らなければならないという大きな問題に直面した。約2年にわたって、彼は軍を指揮して制海権の維持に務め、そしてふたたび軍公報において特別勲功者として表彰された。ドイツの戦艦シャルンホルストおよびグナイゼナウが護衛とともに1942年2月にイギリス海峡を超えたとき、ラムゼーは指揮に当たっていた。イギリス側はこれに対応するため、フラー作戦を計画したが、イギリス軍は不意を突かれ、ドイツの軍艦の通過を阻止する試みは失敗した。
1942年4月29日、ラムゼーはヨーロッパ上陸作戦の海軍司令官に任命されることとなったが、しかし作戦は延期され、ラムゼーは 北アフリカ上陸作戦 （トーチ作戦）における連合国の海軍副司令官となった。
1943年の連合国のシチリア島上陸作戦のあいだ、ラムゼーは東部担当部隊の海軍司令官となり、陸海軍共同作戦による上陸の準備にあたった。

### ノルマンディー上陸作戦

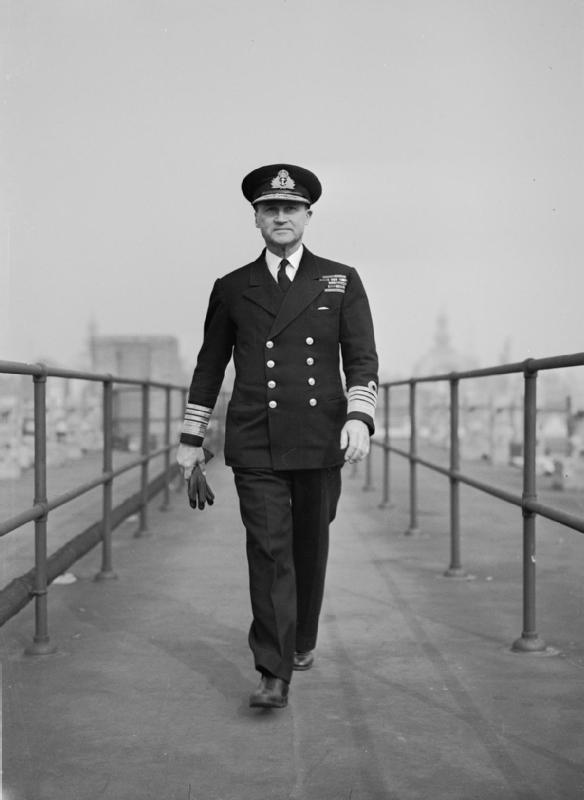
1944年のラムゼー。

1944年4月26日に現役軍人名簿に復帰し、同年4月27日に大将に昇任した。そして、反攻のための連合国遠征軍の海軍総司令官に任命された
このとき、ラムゼーが実行したことは、歴史家のコレリ・バーネットによって「作戦計画の最高傑作」だと評されている。すなわち、ラムゼーは約7000の艦からなる艦隊をまとめ上げて指揮し、作戦決行日（D-デイ）の一日だけで160000人の兵をノルマンディーの海岸に上陸させ、さらに6月末までに875000人を上陸させることに成功した。
彼は、首相ウィンストン・チャーチルとイギリス国王ジョージ6世のあいだの潜在的な対立を止めたこともある。チャーチルは、ノルマンディー上陸作戦の決行を軽巡洋艦ベルファストから視察するつもりだとジョージ6世に言ったが、この艦は作戦において砲撃任務に参加することとなっていた。ジョージ6世自身が熟練した海軍軍人であり、また第一次世界大戦におけるユトランド沖海戦の経験者であったから、ジョージ6世もチャーチルに同行すると言い出した。ジョージ6世とチャーチルの二人は口論となったが、ラムゼー提督は二人の安全に責任を持てないとして二人の視察を断固として拒絶した。ラムゼーは、国王と首相に危険があること、ベルファストが作戦計画において危険にさらされること、そして上陸がうまく行かず迅速な決定が求められる場合、国王と首相が故国にいることが必要であることを指摘した。これによって、事態は解決し、作戦決行日（D-デイ）にはチャーチルとジョージ6世の両方が陸地にとどまることとなった。
D-デイ以後、連合国にとってアントワープの港が非常に重要となったけれど カニンガム提督とラムゼーは連合国遠征軍最高司令部 （SHAEF）とモントゴメリー将軍に対してドイツの攻勢が続く限り港は役に立たないと警告した。しかし、モントゴメリーはスヘルデの戦いを延期し、そのため冬が来る前に連合国側は体勢を整えることが難しくなった 。

### 死
1945年1月2日、パリ南西のトウシュ・ル・ノーブル空港からの離陸時に航空機が墜落し、ラムゼーは死去した。ブリュッセルにいたモントゴメリーとの会談に向かう途中だったという。サン＝ジェルマン＝アン＝レー新共同墓地に埋葬された。1995年5月に、この事故の犠牲者全員を追悼する慰霊碑がトウシュ・ル・ノーブルに建てられた。

## 栄典
- Mentioned in Despatches - 1918年、1940年
- バス勲章 （KCB） - 1940年[13]
- 大英帝国勲章ナイト・コマンダー （KBE）
- ロイヤル・ヴィクトリア勲章メンバー （MVO）
- レジオンドヌール勲章グラントフィシエ[2]
- メリット勲章チーフコマンダー （アメリカ合衆国） - 「ノルマンディー上陸作戦の指揮における勇敢かつ卓越した行動に対して」
- ウシャコフ勲章（英語版）1等 （ソビエト社会主義共和国連邦） - 1944年[14]

## 後世への影響

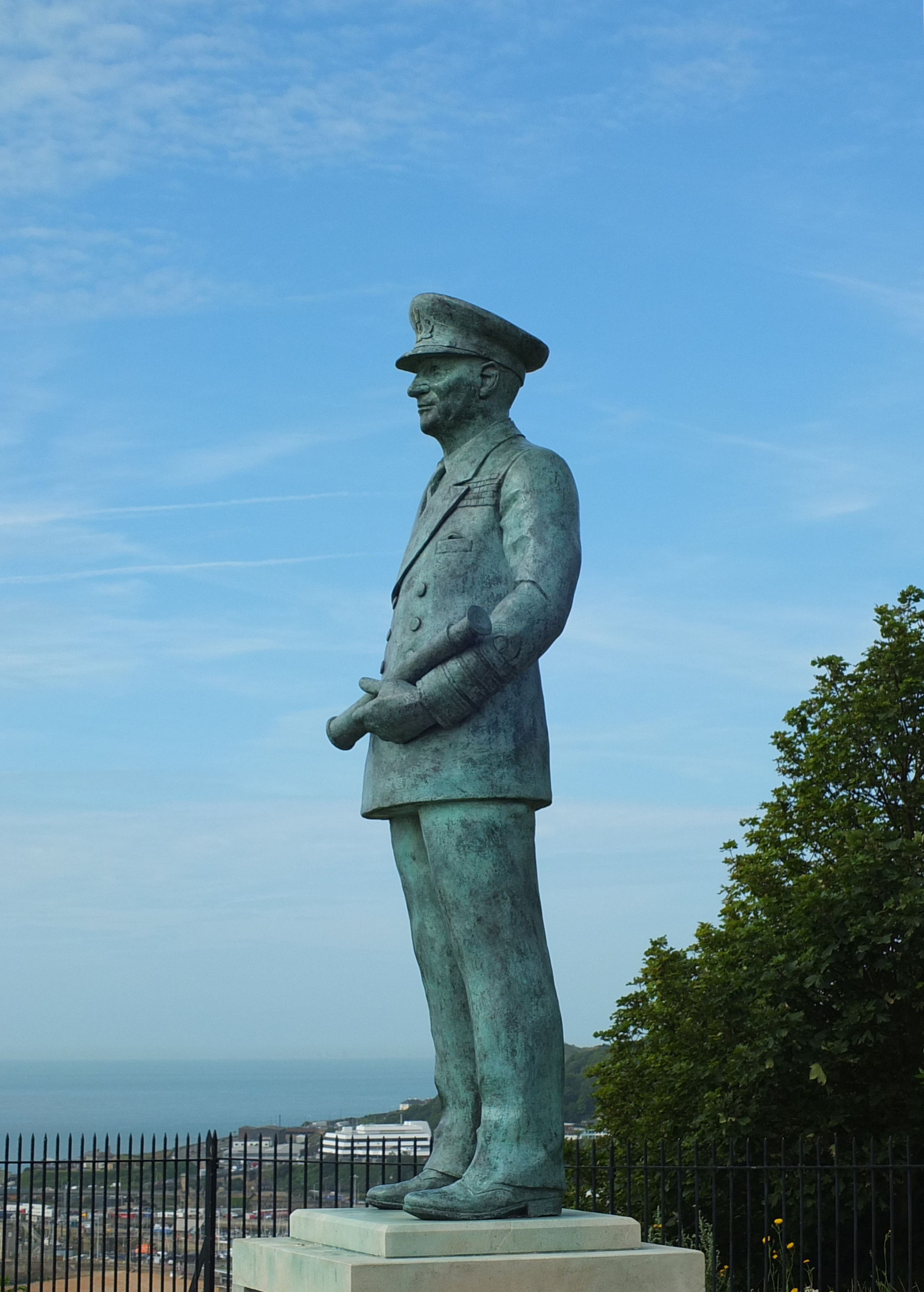
ドーバー城に立つラムゼーの像。

2000年11月、ダイナモ作戦の計画を練った場所に近いドーバー城にラムゼーの像が立てられ、また、1958年の映画『ダンケルク』では、俳優のニコラス・ハンネンがラムゼー役を演じた。
ラムゼーはダンケルク撤退戦とノルマンディー上陸作戦のD-デイに関わったため、他にもいくつかのテレビドラマや映画に登場する。例えば、 『史上最大の作戦』 （1962年、ジョン・ロビンソン演）、『Churchill and the Generals』 （1979年、ノエル・ジョンソン演）、テレビドラマの『ダンケルク』 （2004年、リチャード・ブレマー演） 、『ノルマンディー 将軍アイゼンハワーの決断』（2004年、ケビン・J・ウィルソン演）といった作品である。近年になって、コルチェスター・ロイヤル・グラマー・スクールの記念碑に彼の名前は加えられた。同校には、ラムゼーの肖像画も飾られている。ラムゼー提督の遺産は、フェアラムの『コリングウッド』内にある研修センター（ラムゼイ・ビルディングとして彼の息子が2012年春に開いたもの）にその名前が使われることで、王立海軍の記憶に留められている。

## 文献
- Barnett, Correlli. 1991. Engage the Enemy More Closely: The Royal Navy in the Second World War. Norton & Company. London.
- Woodward, David. 1957.Ramsay at War. The Fighting Life of Admiral Sir Bertram Ramsay. - London: W. Kimber.